# FC Vevey-Sports
FC Vevey-Sports is een Zwitserse voetbalclub uit Vevey, een stad in het Franstalige kanton Vaud. In 1905 werd de club opgericht. De traditionele kleuren zijn geel en blauw. 

## Geschiedenis
Vevey Sports werd in 1905 opgericht. In 1935 promoveerde de club naar de tweede klasse en het werd toen meteen derde. In het twee seizoen eindigde de club bovenaan de rangschikking met FC Grenchen. In de eindronde voor promotie verloor het, waardoor promotie mis werd gelopen. Ook in het seizoen erna was er geen promotie, want het moest FC La Chaux-de-Fonds voor laten gaan.
In 1939 eindigde de club echter achteraan en moest de eindronde spelen om het behoud. De club verloor van FC Aarau, maar kon door een 5-1-overwinning tegen FC Kreuzlingen toch het behoud verzekeren.
Door het uitbreken van de Tweede Wereldoorlog werd in 1939/40 de tweede klasse in vijf regionale groepen onderverdeeld. Vevey won negen van de tien wedstrijden en werd groepswinnaar, maar verloor dan in de eindronde. De volgende jaren ging het minder goed en in 1944 degradeerde de club. In 1948/49 keerde Vevey Sports één seizoen terug, maar verdween dan tien jaar lang uit de tweede klasse.
Bij de terugkeer werd Vevey vijfde en werd opnieuw een vaste waarde in de tweede klasse, maar eindigde meestal wel in de middenmoot tot een nieuwe degradatie volgde in 1964. Begin jaren zeventig keerde de club terug en deed het vrij goed. In 1973/74 moest de club enkel FC Luzern voor laten gaan in de eindstand en promoveerde hierdoor voor het eerst naar de Nationalliga A (de huidige Super League). Daar kon de club echter niet meekomen: het werd laatste en degradeerde samen met FC Luzern terug naar de Nationalliga B.
In 1980/81 werd de club voor het eerst kampioen en promoveerde zo voor de tweede keer in de geschiedenis naar de Nationalliga A. De tweede poging was al verdienstelijker en Vevey Sports werd elfde op zestien clubs. De volgende seizoenen schommelde de club tussen de twaalfde en de veertiende plaats, maar kon elk jaar het behoud verzekeren. Na 1986/87 werd de competitie herleid van zestien tot twaalf clubs en Vevey moest naar de eindronde om het behoud te verzekeren. Thuis werd het 1-1 tegen FC Lugano, maar in de terugwedstrijd won Lugano met 1-0 en tekende zo het vonnis voor Vevey Sports. Het volgende seizoen eindigde fataal en de club degradeerde door naar de derde klasse. In 2004 degradeerde de club naar de vierde klasse. In 2005 ging de club failliet en werd heropgericht als FC Vevey Sports 05.
In 2018 ging de club een fusie aan met ACS Azzurri Riviera tot FC Vevey United. Het speelt in de hogere amateurklassen. De herbenoeming van de club tot FC Vevey-Sports gebeurde in 2022.

## Eindklasseringen

### Vevey-Sports (–2005)
- 1958 1e
1. Liga
- 1959 5e
Nationalliga B
- 1960 8e
Nationalliga B
- 1961 10e
Nationalliga B
- 1962 8e
Nationalliga B
- 1963 8e
Nationalliga B
- 1964 14e
Nationalliga B
- 1965 6e
1. Liga
- 1966 9e
1. Liga
- 1967 5e
1. Liga
- 1968 5e
1. Liga
- 1969 3e
1. Liga
- 1970 1e
1. Liga
- 1971 11e
Nationalliga B
- 1972 4e
Nationalliga B
- 1973 5e
Nationalliga B
- 1974 2e
Nationalliga B
- 1975 14e
Nationalliga A
- 1976 5e
Nationalliga B
- 1977 10e
Nationalliga B
- 1978 5e
Nationalliga B
- 1979 8e
Nationalliga B
- 1980 4e
Nationalliga B
- 1981 1e
Nationalliga B
- 1982 11e
Nationalliga A
- 1983 12e
Nationalliga A
- 1984 13e
Nationalliga A
- 1985 13e
Nationalliga A
- 1986 14e
Nationalliga A
- 1987 13e
Nationalliga A
- 1988 9e
Nationalliga B
- 1989 7e
1. Liga
- 1990 9e
1. Liga
- 1991 12e
1. Liga
- 1992 1e
2. Liga
- 1993 9e
1. Liga
- 1994 11e
1. Liga
- 1995 5e
1. Liga
- 1996 12e
1. Liga
- 1997 10e
1. Liga
- 1998 9e
1. Liga
- 1999 2e
1. Liga
- 2000 5e
1. Liga
- 2001 6e
1. Liga
- 2002 11e
1. Liga
- 2003 15e
1. Liga
- 2004 14e
1. Liga
- 2005 10e
2. Liga Interregional

- Niveau 1
- Niveau 2
- Niveau 3
- Niveau 4

Tot 2003 stonden de hoogste twee divisies bekend als Nationalliga A en B.

### Na heroprichting in 2005
- 2006 5e
2. Liga
- 2007 2e
2. Liga
- 2008 3e
2. Liga
- 2009 2e
2. Liga
- 2010 1e
2. Liga
- 2011 13e
2. Liga Interregional
- 2012 2e
2. Liga
- 2013 1e
2. Liga
- 2014 3e
2. Liga Interregional
- 2015 7e
2. Liga Interregional
- 2016 1e
2. Liga Interregional
- 2017 10e
1. Liga
- 2018 6e
1. Liga
- 2019 8e
1. Liga
- 2020 7e
1. Liga
- 2021 6e
1. Liga
- 2022 2e
1. Liga

- Niveau 4
- Niveau 5
- Niveau 6

## Resultaten
| Seizoen                | Klasse | Klasse | Klasse | Klasse | Klasse | Klasse | Klasse | Klasse | Klasse | Reeks                 | Punten | Opmerkingen                                                         |
|                        | I      | II     | III    | IV     | V      | VI     | VII    | VIII   |        |                       |        |                                                                     |
| ---------------------- | ------ | ------ | ------ | ------ | ------ | ------ | ------ | ------ | ------ | --------------------- | ------ | ------------------------------------------------------------------- |
| 1999/00                |        |        | 5      |        |        |        |        |        |        | 1. Liga (groep 1)     | 44     |                                                                     |
| 2000/01                |        |        | 6      |        |        |        |        |        |        | 1. Liga (groep 1)     | 43     |                                                                     |
| 2001/02                |        |        | 11     |        |        |        |        |        |        | 1. Liga (groep 1)     | 37     |                                                                     |
| 2002/03                |        |        | 15     |        |        |        |        |        |        | 1. Liga (groep 1)     | 29     |                                                                     |
| 2003/04                |        |        | 14     |        |        |        |        |        |        | 1. Liga (groep 1)     | 20     | Degradatie                                                          |
| 2004/05                |        |        |        | 10     |        |        |        |        |        | 2. Liga Inter (gr. 1) | 33     | Club werd failliet verklaard en heropgericht als FC Vevey Sports 05 |
| Als FC Vevey-Sports 05 |        |        |        |        |        |        |        |        |        |                       |        |                                                                     |
| 2005/06                |        |        |        |        | 5      |        |        |        |        | 2. Liga (groep 1)     | 39     |                                                                     |
| 2006/07                |        |        |        |        | 2      |        |        |        |        | 2. Liga (groep 1)     | 55     |                                                                     |
| 2007/08                |        |        |        |        | 3      |        |        |        |        | 2. Liga (groep 1)     | 47     |                                                                     |
| 2008/09                |        |        |        |        | 2      |        |        |        |        | 2. Liga (groep 1)     | 62     |                                                                     |
| 2009/10                |        |        |        |        | 1      |        |        |        |        | 2. Liga (groep 1)     | 50     | Promotie                                                            |
| 2010/11                |        |        |        | 13     |        |        |        |        |        | 2. Liga Inter (gr. 1) | 22     | Degradatie                                                          |
| 2011/12                |        |        |        |        | 2      |        |        |        |        | 2. Liga (groep 1)     | 48     |                                                                     |
|                        | I      | II     | III    | IV     | V      | VI     | VII    | VIII   | IX     |                       |        | Invoer van Promotion League als derde niveau                        |
| 2012/13                |        |        |        |        |        | 1      |        |        |        | 2. Liga (groep 1)     | 57     | Promotie                                                            |
| 2013/14                |        |        |        |        | 3      |        |        |        |        | 2. Liga Inter (gr. 1) | 46     |                                                                     |
| 2014/15                |        |        |        |        | 7      |        |        |        |        | 2. Liga Inter (gr. 1) | 36     |                                                                     |
| 2015/16                |        |        |        |        | 1      |        |        |        |        | 2. Liga Inter (gr. 1) | 55     | Promotie                                                            |
| 2016/17                |        |        |        | 10     |        |        |        |        |        | 1. Liga (groep 1)     | 29     |                                                                     |
| 2017/18                |        |        |        | 6      |        |        |        |        |        | 1. Liga (groep 1)     | 38     | Fusie met ACS Azzurri Riviera tot FC Vevey United                   |
| Als FC Vevey United    |        |        |        |        |        |        |        |        |        |                       |        |                                                                     |
| 2018/19                |        |        |        | 8      |        |        |        |        |        | 1. Liga (groep 1)     | 41     |                                                                     |
| 2019/20                |        |        |        | 7*     |        |        |        |        |        | 1. Liga (groep 1)     | 22*    | Competitie geannuleerd door coronapandemie                          |
| 2020/21                |        |        |        |        |        |        |        |        |        | 1. Liga (groep 1)     |        |                                                                     |

## Bekende spelers en trainers
- Miroslav Blažević
- Pierre-Albert Chapuisat
- Papa Bouba Diop
- Rudolf Elsener
- Claudio Sulser